# Острівець (Коломийський район)
Остріве́ць –  село в Україні, у Городенківській міській громаді Коломийського району Івано-Франківської області. До 2020 адміністративний центр сільської Ради.
Відповідно до Розпорядження Кабінету Міністрів України від 12 червня 2020 року № 714-р «Про визначення адміністративних центрів та затвердження територій територіальних громад Івано-Франківської області» увійшло до складу Городенківської міської громади.

## Опис
Розташоване за 28 км від адміністративного центру громади. Населення — 1064 чоловік. Сільраді підпорядковане село Рогиня. Через село протікає невелика річка Рудка. Через село пролягає залізнична лінія Коломия — Стефанешти із однойменним зупинним пунктом.

## Історія
Згадується 3 квітня 1441 року у книгах галицького суду.
Вперше село згадується в писемних джерелах 1819 року.
На полях села виявлено поселення трипільської культури, поселення та могильник доби пізньої бронзи, сарматські поховання та поселення черняхівської культури.
У кінці XIX століття значною частиною села був великий став. Став починався від моста, через який зараз проходить центральна вулиця і впирався в теперішню греблю. Гребля омивалась шлюзами з двох боків, таким чином утворювався Острів. Справа по течії був млин. На греблі водойми розташовувалась основна господарська діяльність села — торгівля та дрібне ремесло. До тепер старші люди про Острівець говорять «на Острові».
На 01.01.1939 в селі проживало 1050 мешканців, з них 960 українців-грекокатоликів, 50 українців-латинників, 20 поляків і 20 євреїв. Село входило до складу ґміни Виноград Коломийського повіту Станиславівського воєводства Польщі.
У грудні 2017 року громада парафії Юрія Переможця перейшла від МП до УПЦ КП.

## Пам'ятки архітектури
Церква святого великомученика Юрія, яку споруджено 1858 року. Пам'ятка архітектури місцевого значення. Охоронний номер: 700М. Залишалась останньою в районі церквою Московського патріархату.

## Ботанічні пам'ятки природи
- Пам'ятка природи загальнодержавного значення — урочище «Масьок». Площа 10 га, на північ від села Острівець.

## Сьогодення
В Острівці є 9-тирічна школа, дитячий дошкільний навчальний заклад, бібліотека, клуб та футбольна команда, яка нещодавно займала 1 місця в районі.
Через село проходить дуже давня залізниця. Ймовірно, саме її прокладання призвело до спуску водойми. Залізниця пройшла частково через став.

## Населення

### Мова
Розподіл населення за рідною мовою за даними перепису 2001 року:
| Мова       | Кількість | Відсоток |
| ---------- | --------- | -------- |
| українська | 648       | 100%     |

## Уродженці
- Осадчук Петро Ількович (1937—2014) — український письменник і громадський діяч.
- Сенюк Віталій Дмитрович (1971—2017) — капітан Збройних сил України. Учасник російсько-української війни.
- Сенюк Віталій Ярославович — старший сержант запасу Збройних сил України, учасник російсько-української війни.